# Ascalohybris oberthuri
Ascalohybris oberthuri är en insektsart som först beskrevs av Navás 1923.  Ascalohybris oberthuri ingår i släktet Ascalohybris och familjen fjärilsländor. Inga underarter finns listade i Catalogue of Life.